# مانو گارسیا (بازیکن فوتبال، زاده ۱۹۸۸)
مانوئل گارسیا آلونسو (اسپانیایی: Manuel García Alonso‎؛ زادهٔ ۲ ژانویهٔ ۱۹۹۸) بازیکن فوتبال اهل اسپانیا است.

## باشگاهی
از باشگاه‌هایی که در آن بازی کرده‌است می‌توان به منچستر سیتی، آلاوس، ناک بردا، تولوز و اسپورتینگ خیخون اشاره کرد.